# Andrea Zafferani
Andrea Zafferani (* 19. Dezember 1982 in San Marino) ist ein Politiker aus San Marino. Er war vom 1. Oktober 2010 bis 1. März 2011 einer der beiden Capitani Reggenti (Staatsoberhaupt) von San Marino und ist seit Dezember 2016 Minister für Industrie und Arbeit.

## Biografie
Andrea Zafferani hat in Wirtschaftswissenschaften und Management promoviert und ist seit 2009 bei der Zentralbank von San Marino beschäftigt. Er ist verheiratet und lebt in Fiorentino.
Er war seit 2000 Mitglied der Alleanza Popolare (AP), 2006 wurde er Koordinator des Jugendverbandes der AP. Von November 2003 bis Februar 2005 war Zafferani Mitglied des Gemeinderats von Serravalle. Er kandidierte auf der Liste der AP bei den Wahlen vom 4. Juni 2006, verfehlte jedoch den Einzug ins Parlament, Am 28. November 2007 rückte er für die aus dem Parlament ausscheidenden Minister der AP in den Consiglio Grande e Generale nach. Dort gehörte er dem Haushaltsausschuss an. Bei den Wahlen im November 2008 erreichte er den achten Platz auf der Liste der AP, die sieben Parlamentssitze gewann, rückte jedoch für die beiden aus dem Parlament ausscheidenden Minister der AP nach. Zafferani wurde Mitglied des Ständigen Ausschusses für Gesundheit und Soziales. Im Juli 2012 kündigte er an, die AP zu verlassen und sich dem neugegründeten Civico 10 anzuschließen. Bei den vorgezogenen Wahlen von November 2012 wurde Zafferani auf der Liste von Civico 10 in den Consiglio Grande e Generale gewählt. Er war Fraktionsvorsitzender und Mitglied des Haushalt- und Justizausschusses. Bei den Wahlen Ende 2016 wurde Zafferani erneut für Civico 10, die 6 Parlamentssitze errangen, in den Consiglio Grande e Generale gewählt.
Civico 10 bildet zusammen mit Repubblicca Futura und Sinistra Socialista Democratica, die Koalition adesso.sm, welche die Regierung stellt. Zafferani wurde am 27. Dezember 2016 zum Minister für Industrie, Handwerk und Handel, Arbeit, Zusammenarbeit und Telekommunikation (Segretario di Stato per l'Industria, Artigianato e Commercio, Lavoro, Cooperazione, Telecomunicazioni) gewählt.
In der Amtszeit vom 1. Oktober 2010 bis 1. April 2011, war er gemeinsam mit Giovanni Francesco Ugolini Capitano Reggente (Staatsoberhaupt) von San Marino.